# Stora Mittevatten
Stora Mittevatten är en sjö i Kungälvs kommun i Bohuslän och ingår i Göta älvs huvudavrinningsområde. Stora Mittevatten ligger i Svartedalen Natura 2000-område. Sjön är 5,1 meter djup, har en yta på 0,014 kvadratkilometer och befinner sig 110,7 meter över havet.